# Tupaliče
Tupaliče je naselje u slovenskoj Općini Preddvoru. Tupaliče se nalazi u pokrajini Gorenjskoj i statističkoj regiji Središnjoj Sloveniji. 

## Stanovništvo
Prema popisu stanovništva iz 2002. godine naselje je imalo 351 stanovnika.